# 上椎葉ダム
上椎葉ダム（かみしいばダム）は、宮崎県東臼杵郡椎葉村（しいばそん）、二級河川・耳川本流最上流部に建設されたダムである。
九州電力が管理を行う発電用ダムで、高さ111.0メートルのアーチ式コンクリートダム。日本で初めてとなる100メートル級の大規模アーチダムで、その後の日本の土木技術に多大な影響を与えたダムである。耳川水系の水力発電所群の中核をなし、ダムに付設する上椎葉発電所によって最大9万キロワットの電力を北九州工業地帯に送電する目的を持つ。ダムによって形成された人造湖は小説家・吉川英治によって日向椎葉湖（ひゅうがしいばこ）と命名され、2005年（平成17年）に地元・椎葉村の推薦によって財団法人ダム水源地環境整備センターよりダム湖百選の認定を受けている。九州中央山地国定公園にも指定されている宮崎県北部の主要な観光地の一つ。2019年（令和元年）に「大きな調整能力を持つ発電用ダムとしては日本初の大規模アーチ式ダムで、戦後復興期に急増する九州の電力需要を支える上で大きな役割を果たした現役の土木構造物」として、土木学会選奨土木遺産に選ばれる。

## 沿革

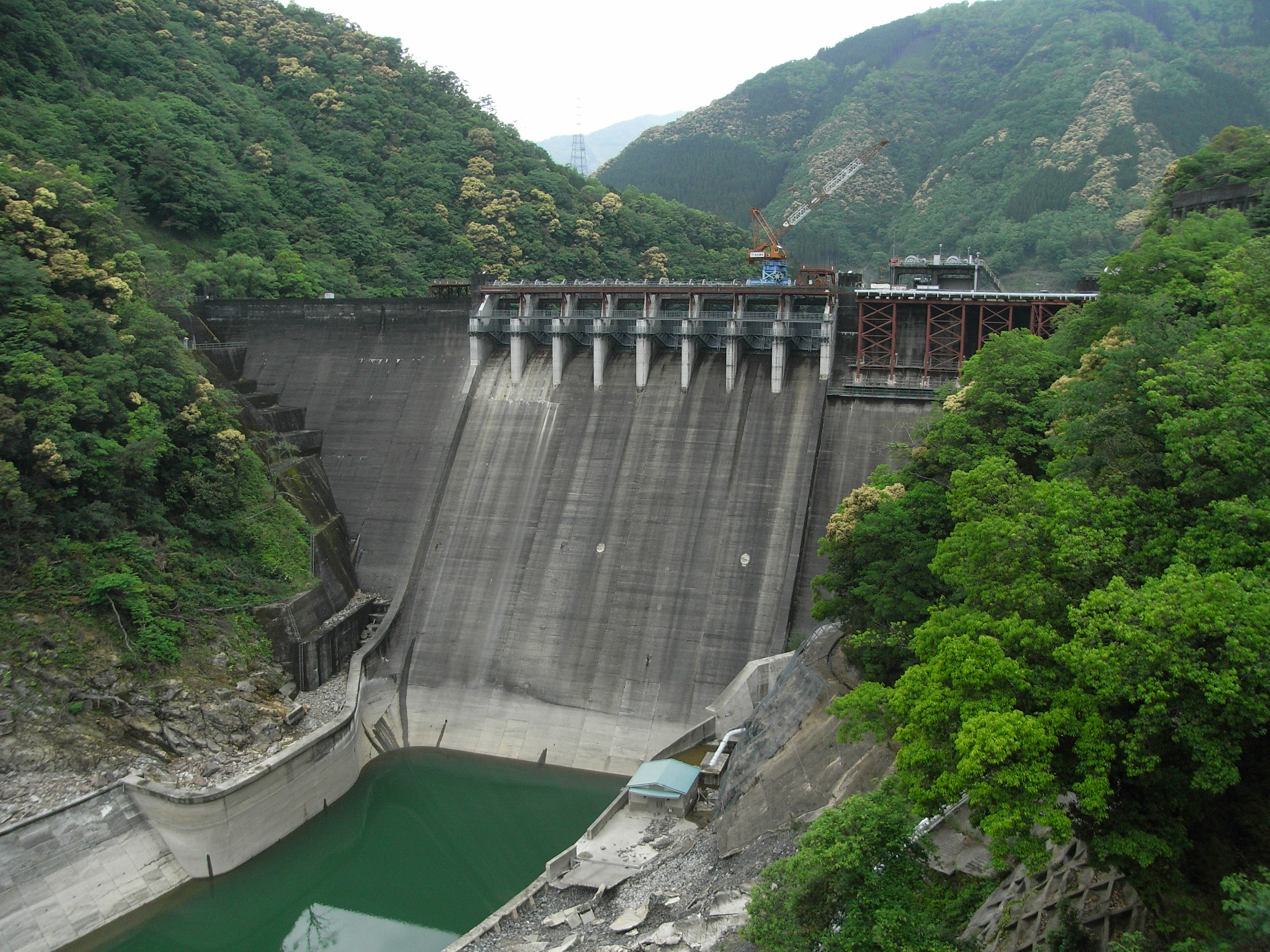
1938年（昭和13年）に完成した塚原（つかばる）ダム。当時の日本土木技術の粋を集めて建設され、上椎葉ダム建設への道しるべにもなった。

かつて耳川流域は九州地方でも極めて交通の便が悪い地域であり、最上流部の椎葉村と下流の日向市間の道路が開通したのは1933年（昭和8年）のことであった。道路の開通によってかねてより包蔵水力の点で有力な地点であった耳川の電源開発計画は急速に進行することとなった。
最初に耳川に目を付けたのは住友財閥であった。住友は耳川における発電用水利権を買収し、工業地帯への電力供給を図るべく耳川の水力発電計画を立案した。しかし水利権を巡る他社間との係争もあり、最終的には九州送電が水利権を取得した。これ以降耳川における水力発電所建設は進展し、1938年（昭和13年）には当時日本で最も高いダム、塚原（つかばる）ダム（重力式コンクリートダム・87.0メートル）が完成した。その後1939年（昭和14年）に施行された電力管理法によって電力事業は国家総力戦の名の下で国家管理されることとなり、耳川を含む全ての水力発電施設と発電用水利権は日本発送電株式会社が保有することとなった。戦時体制進行の中、八幡製鉄所を始めとする北九州工業地帯への電力供給のため、さらなる電源開発が企図され、有力な開発地点として上椎葉が選定されたが、戦局の悪化によって計画は中断せざるを得なかった。
戦後、荒廃した国土の一日も早い復興を図るためには産業の復興と発展が重要となり、北九州工業地帯への送電が重要視された。日本発送電九州支店は1946年（昭和21年）には早くも現在のダムサイト地点において測量を開始し、本格的な建設事業に乗り出した。ダム建設に伴い水没する椎葉村の73戸との補償交渉も妥結し、1950年（昭和25年）より九州戦後初の大規模土木プロジェクトである上椎葉ダム建設事業が開始された。

## 日本初の大規模アーチダム

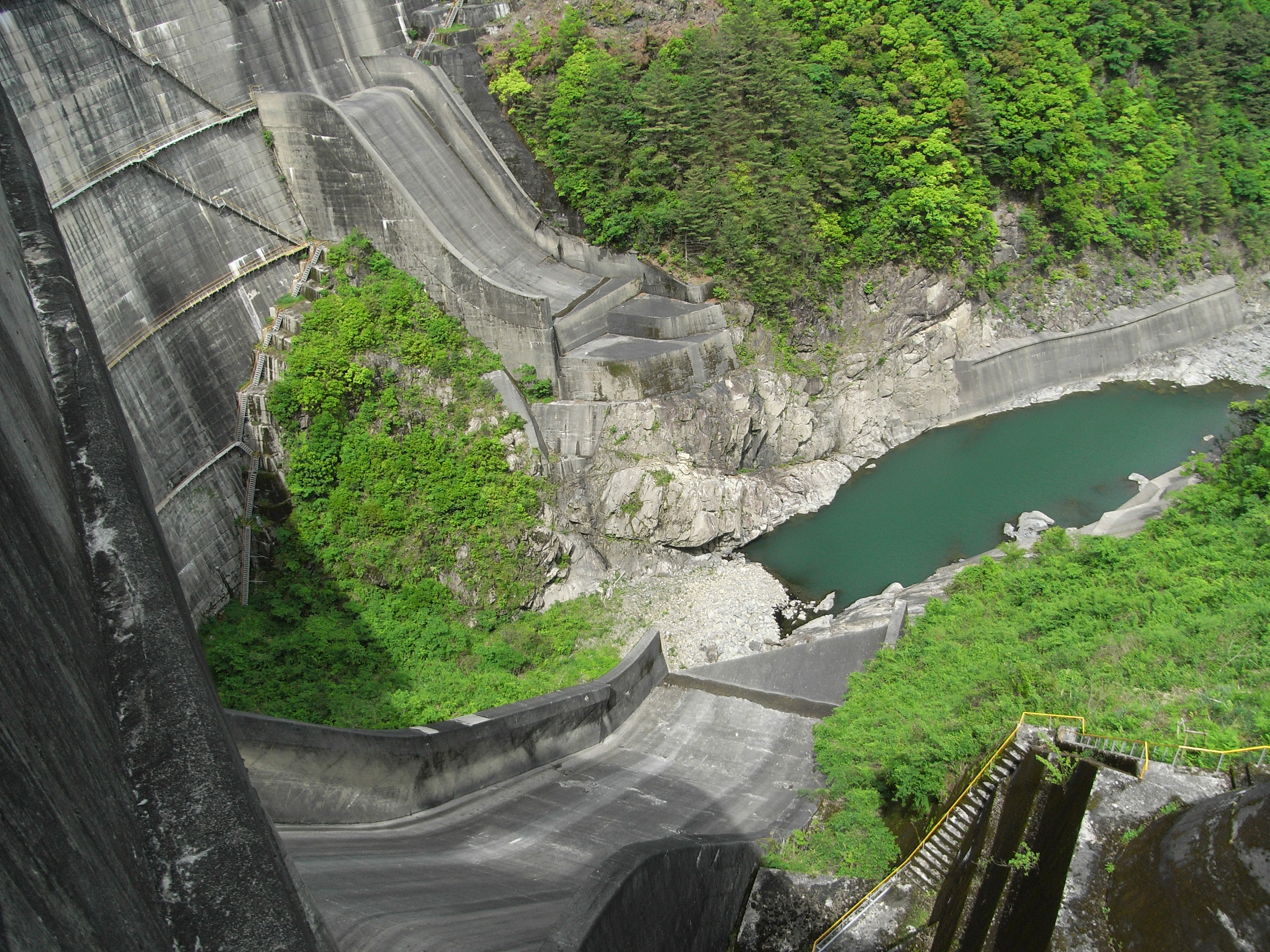
上椎葉ダムのスキージャンプ式洪水吐き。放流水を中央で衝突させることで莫大な水のエネルギーを分散させる。

計画の段階で高さが100メートルを超える大規模なものであったことから、日本発送電は海外技術顧問団（OCI） にダムの型式に関する助言を依頼した。当初日本発送電側は塚原ダムの経験もあったことから重力式コンクリートダムの型式を想定していたが、OCIの出した結論は両側岩盤が堅固な花崗岩であることから経済性に鑑みアーチ式コンクリートダムが妥当であるとの結論を出した。これに対し日本側は大いに困惑したという。
アーチダムについては海外で大規模なものが建設されていたが、日本ではアーチダムの建設は幾つかの理由で行われていなかった。一つは耐震性の問題。有数の地震国である日本では地震に対するアーチダムの影響性が未知のものであった。このため特に地震が頻発する地域（日向灘に沿う宮崎県など）で大規模アーチダムを建設することに不安があったこと、二つ目に地盤に対する基礎的な対策や設計理論が発展途上であったこと、三つ目は特に多雨地域である九州に該当するが、洪水処理能力に対する不安が払拭できなかったことが理由に挙げられる。既に建設省中国四国地方建設局が島根県の斐伊川本流に三成ダムが着手されていたが、100メートルを超えるアーチダムの経験はなかった。だが、OCIはアーチダムが最も地盤の点でダムサイトに適しているとの結論を出し、最終的に日本で初となる大規模アーチダムが着手されることとなった。
だが安全面で一抹の不安が払拭できない日本発送電側は、ダムの設計に際して様々な変更を行った。洪水処理のための洪水吐きに関しては、OCI案の中央越流方式ではなく日本案のスキージャンプ式洪水吐きを採用、両岸から放流した水が跳ねて谷の中央部でぶつかることで巨大なエネルギーを相殺し堤体への影響を最小限にしようとした。さらに極めて堅い良好な岩盤であったが、ダム堤体の厚さをより厚くした「厚肉アーチダム」としさらに現在の主流であるドーム型ではなく直立した円筒型のアーチダムを採用することで、貯水時の莫大な水圧や地震に耐えうる型式とした。それだけ設計に慎重を期したことが窺える。

## 難工事

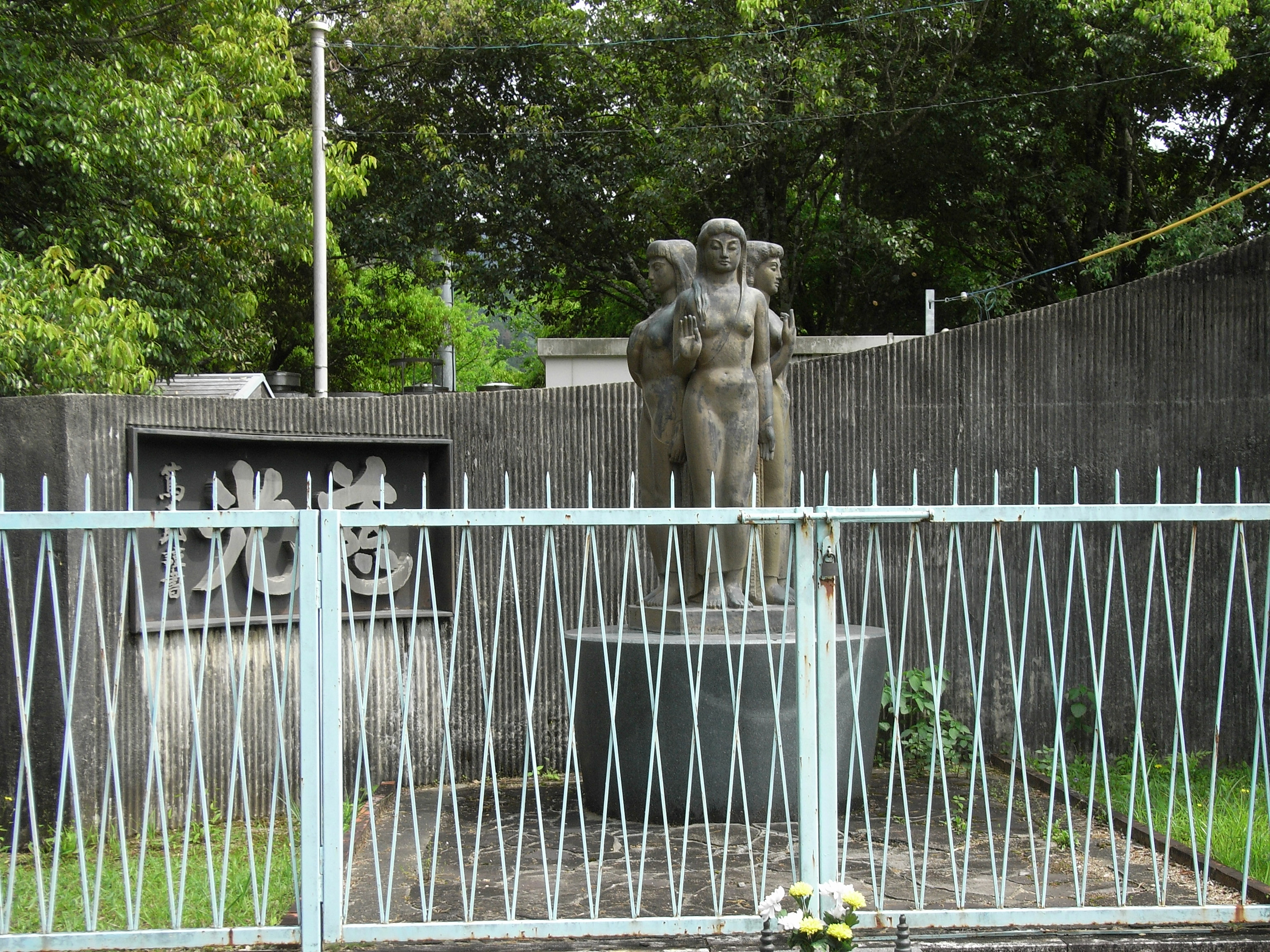
ダムの左岸にある女神像。現在も九州電力が供養・保守しており、柵内に入ることは禁止されている。

こうして高さ110.0メートルのアーチ式コンクリートダムとしてダムの骨格が固まり1950年に着工されたが、この頃日本発送電は戦時体制に協力した独占資本であるとして1948年（昭和23年）に過度経済力集中排除法の指定を連合国軍最高司令官総司令部（GHQ）から受け、着工の同年にはポツダム政令によって電力事業再編令が発令、翌1951年（昭和26年）に全国九地域の電力会社に分割・民営化された。九州地方は九州電力が発電・送電・配電事業を全て継承し、ダム建設も九州電力が引き継いだ。1952年（昭和27年）には本体工事に着手、40キロメートル離れた延岡市から建設資材を輸送したが隘路であったことから輸送は困難を極めた。
さらに、工事の進展に伴い様々な問題にも直面した。まず基礎岩盤を掘削した所予想を超える劣悪な岩盤であったことから、ダムサイトの位置を変更し再度掘削を開始した。続いてアメリカから輸入した工作機械を用いて工事を実施したが、現場では重機の操作技術が未熟な作業員が多く、度々故障が発生した。そして最も工事関係者を悩ませたのは毎年襲い来る台風であった。台風による器材の流失や人的被害を毎年蒙っていたが、1954年（昭和29年）9月の台風12号による被害は特に甚大で、耳川上流域で総雨量700ミリを超える記録的な豪雨がダム現場を襲った。これにより建設中の上椎葉発電所が損壊した他、建設プラント等多くの資材が流失・損壊し被害額は当時の額で4億円、工事進捗も半年遅延を余儀なくされた。だが、肝心のダム本体は全く無傷であり、図らずもアーチダムの洪水に対する耐久性を証明することにもなった。
数々の難工事を経て、1955年（昭和30年）にダム・発電所は完成した。総工費約130億円、建設に従事した労働者延べ500万人と九州電力の社運を賭けたプロジェクトは大団円を迎えた。だがこの栄光の陰に、難工事によって105名の殉職者を出す結果ともなった。完成時ダム近傍には彫刻家富永朝堂の作による仏教・キリスト教・水神の3女神像を建立した「女神像公園」が整備され、公園内に慰霊碑が建立された。これは日本発送電時代からダム建設に携わった九州電力初代社長・佐藤篤二郎やダム工事の共同企業体である鹿島建設・間組・熊谷組・奥村組の各社長が施主となって、尊い人命を失ったことへの痛恨と追悼の意を込め建立したものである。
アーチダムの技術は上椎葉ダムより始まり、その後宮城県の鳴子ダム（江合川・建設省東北地方建設局）では工事の全てを日本人の手で行った。さらにアーチダム技術も進歩しより経済性に優れたドーム型アーチダムが和歌山県の殿山ダム（日置川・関西電力）によって初めて採用され、やがて日本のダムの歴史に燦然と輝く大プロジェクト・黒部ダム（黒部川・関西電力）へとつながっていく。

## 上椎葉発電所

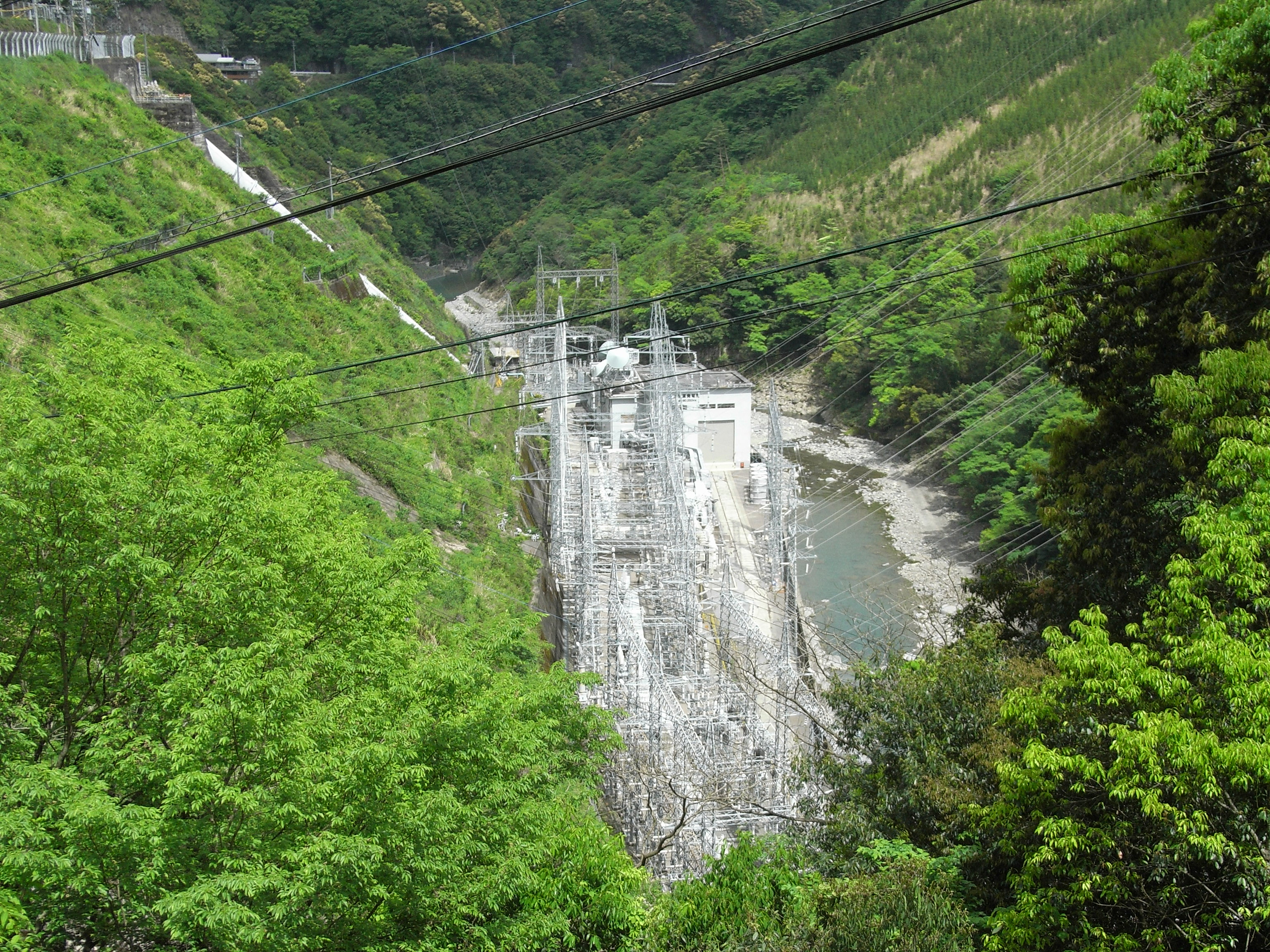
ダムから約5キロメートル下流にある上椎葉発電所。

ダムに付設する上椎葉発電所は認可出力90,000キロワットのダム式発電所である。発電所はダムより下流約5キロメートルの耳川沿いに建設され、北九州工業地帯への送電を行っている。発電所は無人であり、日向市にある日向電力所から遠隔操作が行われている。この上椎葉発電所を含め耳川水系では多くの水力発電開発が行われ、本流に6か所、支流に2か所の発電所・ダムが建設されている。
皮切りとなったのは1929年（昭和4年）に九州水電が建設した西郷ダム（20.0メートル）である。その後1932年（昭和7年）に山須原（やますばる）ダム（29.4メートル）が完成。塚原ダムが1938年、岩屋戸ダム（57.5メートル）が1942年（昭和17年）に日本発送電によって建設された。戦後には上椎葉ダム完成の翌年1956年（昭和31年）には大内原（おおうちばる）ダム（25.5メートル）が完成し、1983年（昭和58年）の西郷発電所増設の完成を以って耳川の水力発電所建設は終了した。上椎葉ダムを除き耳川本流に建設されたダムは型式が全て重力式コンクリートダムである。なお、塚原ダムは2004年（平成16年）、国の登録有形文化財（建造物）に登録されている。支流の柳原川には九州唯一の中空重力式コンクリートダムである諸塚ダム（59.0メートル）が1961年（昭和36年）に、七ッ山川には日本で最も低いアーチダムである宮の元ダム（18.5メートル）が同年に完成している。これらの水力発電所の中で、上椎葉発電所は最大かつ中心的な発電所として重要な位置を占めている。
こうした電源開発によって耳川流域の7発電所合計の認可出力は337,000キロワットとなり、九州有数の電源地帯に成長した。だが台風によって度々発電施設への被害を受けており、対策に頭を悩ませている。特に2005年（平成17年）9月の台風14号では上椎葉発電所がダム放流による浸水で変圧器がショートによる火災を起こして故障。塚原・西郷発電所も浸水し、山須原ダムでは大量の流木がダムに押し寄せ水門の開閉操作に支障を来たした。これにより337,000キロワットの発電能力が117,000キロワットに減衰する被害となり、復旧作業が行われた。

## 日向椎葉湖

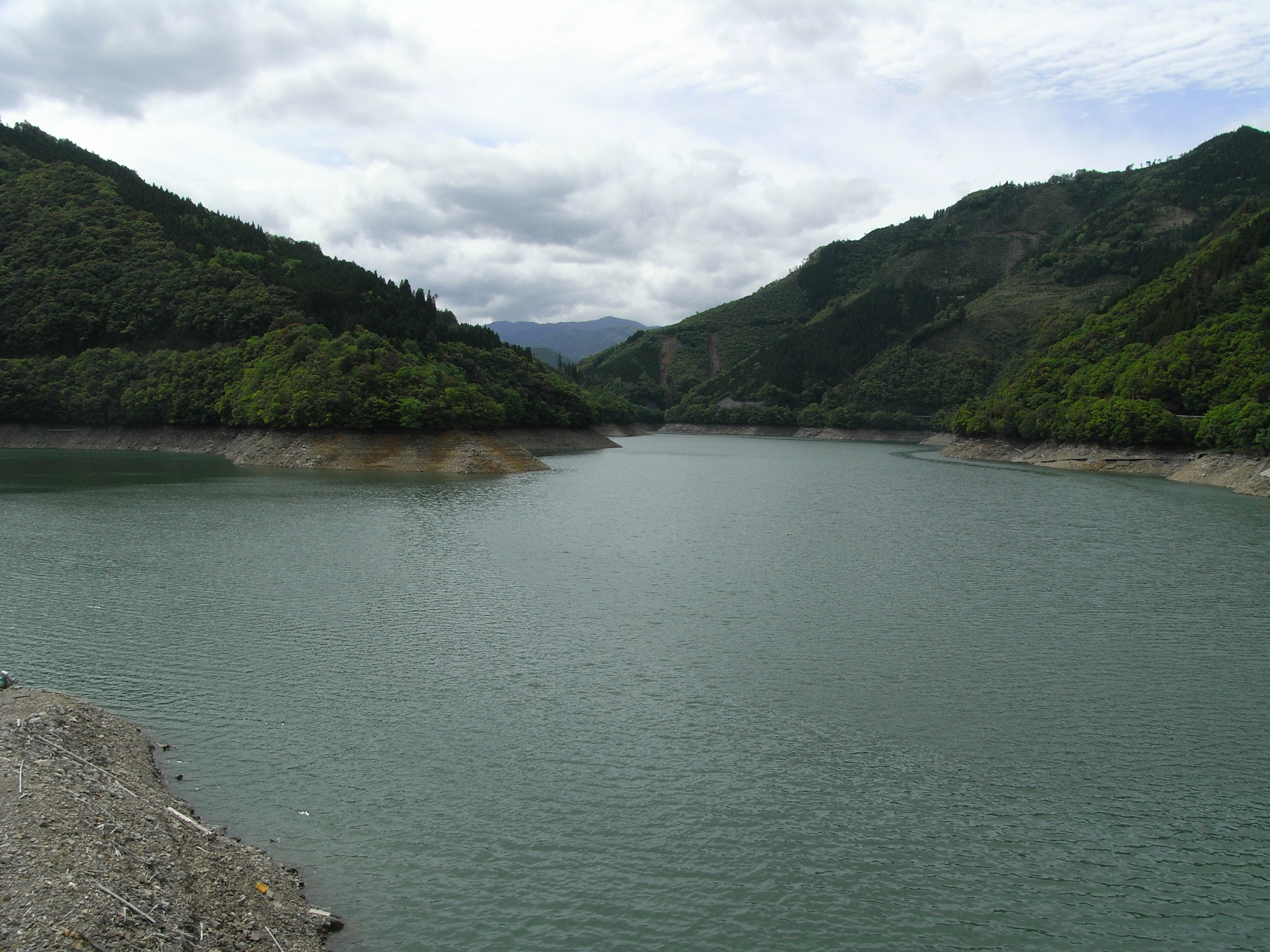
九州中央山地国定公園に指定されている日向椎葉湖。

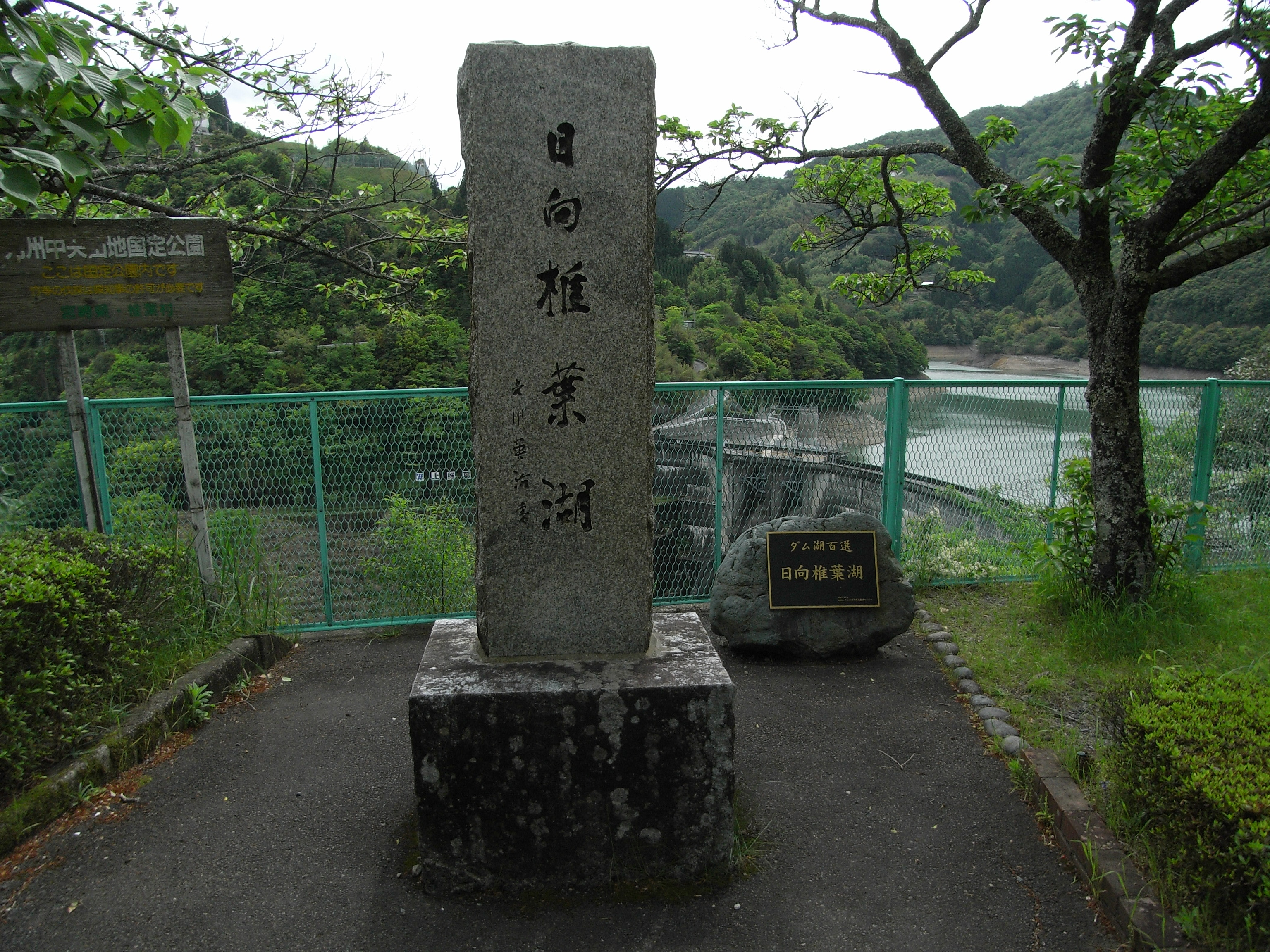
吉川英治が揮毫した日向椎葉湖の石碑。その後方にはダム湖百選のプレートもある。

ダムによってできた人造湖は「日向椎葉湖」と命名された。2005年には椎葉村の推薦によって財団法人ダム水源地環境整備センターが選定する「ダム湖百選」にも選ばれているこの湖の名付け親は、『三国志』・『私本太平記』等歴史文学で多くのファンを持つ小説家・吉川英治である。椎葉村は古くから平家落人伝説のある村であり、特に「鶴富姫伝説」は名高い。これは鎌倉幕府の命を受け当地に落人狩りに来た那須大八郎が、平家の末裔である鶴富姫と恋に落ちるというものであり、幸せな生活をすごしていたが大八郎は幕府の命を受け鎌倉へ戻ることになり、別れ別れになるという悲恋伝説である。吉川英治は『新・平家物語』を執筆した縁で椎葉村を訪れ、その際に命名したと石碑には記されている。ダム左岸の女神像公園には吉川英治が揮毫した『日向椎葉湖の石碑』がある。日向椎葉湖は九州中央山地国定公園にも指定されている。
ダム湖はニジマス・ヘラブナ・コイが釣れる釣りスポットでもあるが、特にヤマメについてはかなりの大物も釣れるという。湖岸は春の新緑、秋の紅葉が特に美しい。また、毎年7月下旬には椎葉夏祭りが開かれ、ダム堤上より打ち上げられる2,000発の花火が湖に彩りを添える。ダム近傍には「鶴富姫伝説」とかかわりの深い「鶴富屋敷」（那須家住宅・国の重要文化財）があり、ダムと併せて多くの観光客が訪れる。高千穂峡や阿蘇山、祖母山などに近いこともありこれらの観光地と組み合わせて観光客はダムを訪れている。
ダムへは高千穂町方面より国道265号、日向市方面より国道327号を利用することになるが、両国道とも隘路であり、災害後は通行止めになることが多いので運転には要注意である。ただし国道327号については岩屋戸ダムから塚原ダム間を除いて整備が完了している。また高千穂方面からは日之影町と諸塚村を結ぶ林道、通称諸塚山スカイラインの方が整備されているので、初心者などはそちらを利用するほうが安全である。ただし岩屋戸ダムと塚原ダムの間は未整備状態のままであり、離合の難しいカーブの多い断崖絶壁路が10キロメートルほど続くので、運転には細心の注意を要する。公共交通機関のばあいは宮崎交通バスで日向市の日向バスセンターから椎葉村行きのバスが運行されており、所要時間はおよそ2時間30分である。